# Rønde

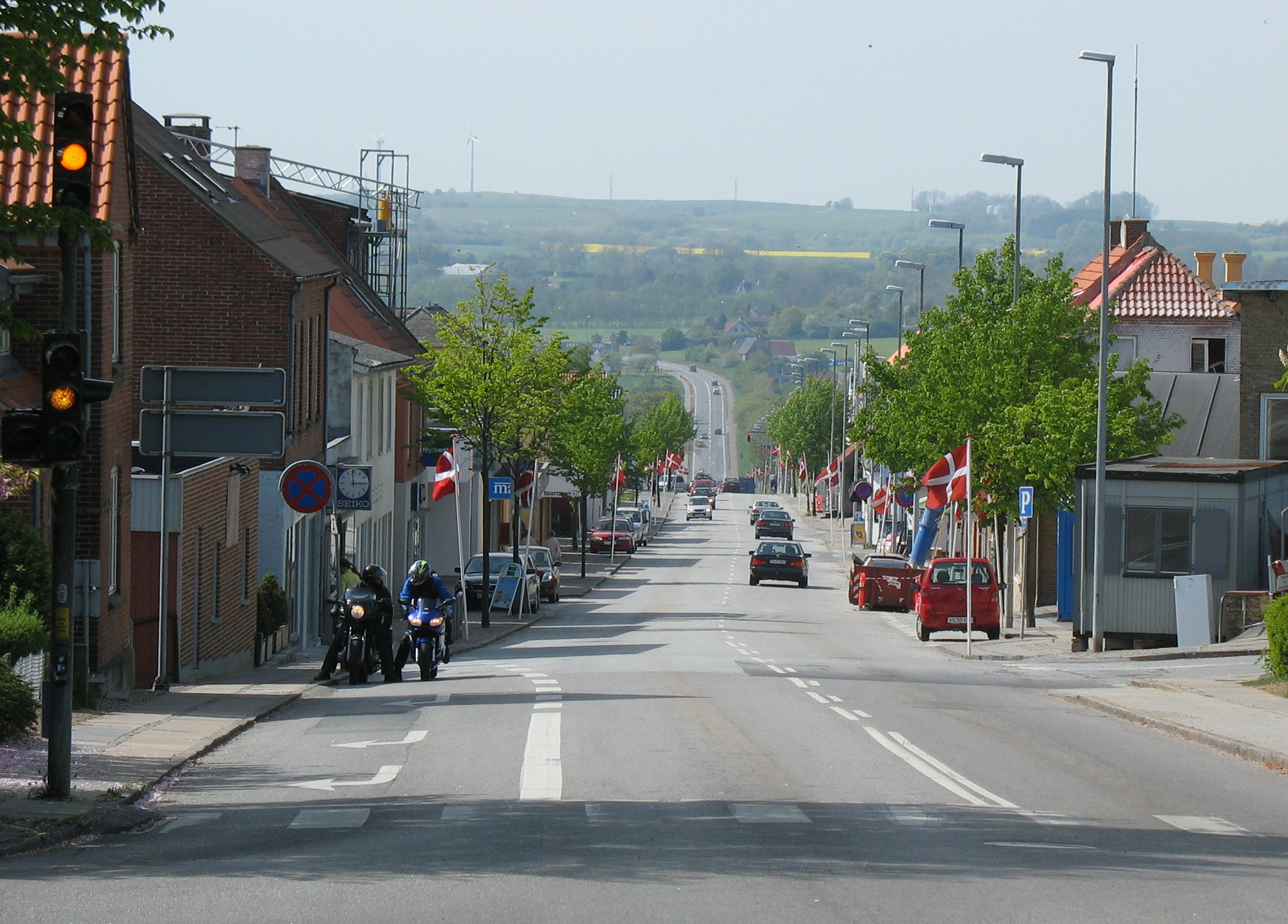
Die Hauptstraße in Rønde

Rønde ist eine dänische Ortschaft im südlichen Djursland, gelegen am nördlichen Ende der Kalø Vig und etwa zwei Kilometer nördlich von Burg Kalø. Rønde liegt zwischen Aarhus (22 Kilometer westlich) und Grenaa (32 Kilometer nordöstlich) am Djurslandmotorvejen (15). Es gehört kirchlich zur Bregnet Sogn, kommunal zur Syddjurs Kommune. Bis 2007 war Rønde Sitz der Rønde Kommune im Århus Amt.
Rønde liegt einen Kilometer nördlich von Bregnet Kirke.

## Persönlichkeiten
- William Kvist (* 1985), dänischer Fußballspieler
- Mette Melgaard (* 1980), dänische Handballspielerin